# بكمان
مُدِير المَلفات بكمان في الحوسبة، هو برنامج إدارة الملفات المبدئي لبيئة سطح المكتب مفتوحة المصدر الحُرة لكسيدي. مبني من الصفر بدون الاعتماد على شيفرات برمجية اُخرى. وصُمِّمَت واجهته الرسومية باستخدام مكتبة جتك2.
صُنِعَ بهدف استبدال مُدراء الملفات ثونار وكنكرر ونوتلس. يقع بكمان تحت رُخصَة جنو العمومية العامة ويَتبِّع المعايير التي حددها جماعة فري دسكتوب.أورج. مُتَوَفِر بعدة لُغَات من بينها العربية. ومُخصَص لإستهلاك موارد بسيطة بحيث يعمل تقريباً على كافة الأجهزة العتيقة مع خَصائص لا تختلف كثيراً عن مُدراء الملفات ذوي مُتطلبَات التشغيل المُرتفِعة.

## مُمَيِزَات
- دعم عرض مُصغَرَات الصور مع إمكانية إستخدِام بيانات الـ صيغة ملف صوري متبادل وإمكانية التحكم في مقاس المُصغَرة وإمكانية منع عرض مُصغَرات الصُور التي تتعدى مساحتها مساحة مُعينَّة.
- السماح بتغيير مقاس الأيقونات حسب الرغبة.
- يحتوى على قائمة مبدئية للأماكن، يُمكِن تَخصيصها لتَعرِض إما أقسام القُرص الصُلب والمنزل وسطح المكتب وسلة المُهمَلات أو لتَعرِض شجرة بمحتويات قسم القُرص الصلب المفتوح حالياً.
- دعم إمكانية إضافة مسارات وملفات مُحدَّدة إلى قائمة «المُفَضَلة» التي تكون فارغة مبدئياً.
- يتطلب تشغيله ثانية واحدة.
- دعم فتح عدة ألسنة داخله.
- دعم خصائص إدارة وسائط التخزين مِثلَ الضَم والفَصَل والإخراج، مع إمكانية ضبط سلوك البرنامج لتكون آلية.
- دعم خاصية السحب والإفلات، وخاصية السحب والإفلات بين الألسنة.
- يُمكِن من خلاله تعيين برنامج بحيث يُصبِح البرنامج الرسمي في نظامك للتعامل مع صيغة مُعَيَنة.
- دعم أوضاع عَرض مُختَلِفة للأيقونات، وهي: المُفَصَلة، المرصوصة، والعادية، الكُبرى.
- دعم فتح نافذة طرفية جديدة من داخل البرنامج، لتكون مبدئياً على نفس المسار المفتوح حالياً.
- دعم تركيب إضافات من مَصَادِر خارجية.

## مشاكل
- غالباً ما يُسَبِب ضَم المداخل غير القابلة للضَم الموجودة في /etc/fstab أعطالاً وتَجَمُد في النظام نتيجة تحميل وحدة المُعالَجة المَركَزِية 100% مما بدوره يُسَبِب تَجَمُد النظام. ولكن هذه العلة يُمكن تخطيها.
- دَخَل بكمان سلسلة من التعديلات في شيفرته المصدرية عام 2010 انتهت بإعادة كتابته من الصفر، مما أسفر عن تغير كيفية البناء البرمجي وملفات التكوين وطريقة التثبيت تغيراً كُلياً عن إصدارات السلسة القديمة ذات الرقم 0.5.x وما تحتها.

## اُنظر أيضاً
- لكسيدي

## وصلات خارجية
- بكمان على موقع SourceForge (الإنجليزية)
- الموقع الرسمي نسخة محفوظة 20 سبتمبر 2012 على موقع واي باك مشين.
- ويكي لكسيدي الرسمي بالعربية

- http://blog.lxde.org/?p=990
- http://wiki.lxde.org/en/PCManFM نسخة محفوظة 18 فبراير 2018 على موقع واي باك مشين.